# Tanja Pečar
Tatjana Tanja Pečar, slovenska odvetnica in prva dama, * 1964
Pečarjeva je partnerica bivšega slovenskega predsednika Boruta Pahorja, s katerim ima sina Luko.